# Islamischer Scharia-Rat
Der Islamische Scharia-Rat (Islamic Sharia Council) in London ist eine für das Vereinigte Königreich in der Mitte des Jahres 1982 gegründete überregional zuständige Schlichtungsstelle für Bürger und Einwanderer mit dem Schwerpunkt im Familienrecht der Sunnitischen Islamischen Religionsgemeinschaft des Vereinigten Königreiches. 2009 hat der Rat seinen Sitz im Londoner Stadtteil Leyton. Die Mediationen, die das Gericht durchführt, haben keinen rechtsverbindlichen Charakter für das Vereinigte Königreich.

## Selbstverständnis des Rates
Die Scharia ist das religiös legitimierte, unabänderliche Gesetz des Islam. Zur Mitte des Jahres 1982 traf sich eine Gruppe muslimischer Gelehrter und Außendienstmitarbeiter in der Mittel Moschee von Birmingham, um für das Problem der Entfremdung vieler Muslime von ihrem Glauben eine Lösung zu finden. Sie beschlossen die Gründung eines Scharia-Rates für das Vereinigte Königreich, der entsprechende Rechtsgutachten, im islamischen Recht als Fatwas bezeichnet, für die Fragen des Rechtes erstellt.
Muslimische Organisationen haben die legislativen- und exekutiven Organe des Vereinigten Königreiches oftmals gebeten, Aspekte islamischen Rechtes mit in der Gesetzgebung des Landes, vor allem im Familienrecht und dem besonderen Recht und Stellung der Frau im Islam, zu berücksichtigen. Die Antwort des Vereinigten Königreiches war zumeist eindeutig und klar: Ein Land – ein Gesetz.
Der Rat versteht sich als islamische Institution, die die Interessen der muslimischen Gemeinschaft und der muslimischen Identität in einem christlich geprägten Umfeld des Vereinigten Königreiches verteidigen soll. Andere Einrichtungen sind unter anderem Moscheen, Schulen, Universitäten und Banken. Die Gründung drückt die Entschlossenheit der Muslime aus, in der Gesellschaft des Westens dauerhaft zu bleiben und die guten Beziehungen zwischen muslimischen Einwanderern und nichtmuslimischen Bürgern zu verbessern und zu bereichern.

## Regionale Vertreter des Scharia-Rates
- Birmingham: Khurram Bashir
- Bradford: Hafiz Abdul A'la, Abdus Samad Aref, Jamal Uddin Khan
- Glasgow: Tufail Hasan Shah, Maulana M Idris
- Halifax:  Abdul Razzaq Masood
- Irland (Dublin): Yahya M Al-Hussein
- Leeds: Hafiz M Aslam
- Lancashire: Maulana Habibur Rahman
- London: Maulana Abu Sayeed (President), Suhaib Hasan (Secretary), Maulana Shafiq ur Rahman, Mufti Barakatullah, Mohammed Hasan Abdulle, Haitham al-Haddad
- Manchester: Abu Abdullah Kahlan, Hafiz Hameed ur Rehman
- Yorkshire: Maulana Sanaullah
- Niederlande: Saoed Khadje
- Oxford: Jamil Ahmed
- Wales: Allama Nishter
- Petersburg: noch nicht besetzt
- Rotterdam: Qari Mohammed Hameeduddin

## Unterstellte Moscheen und Organisationen

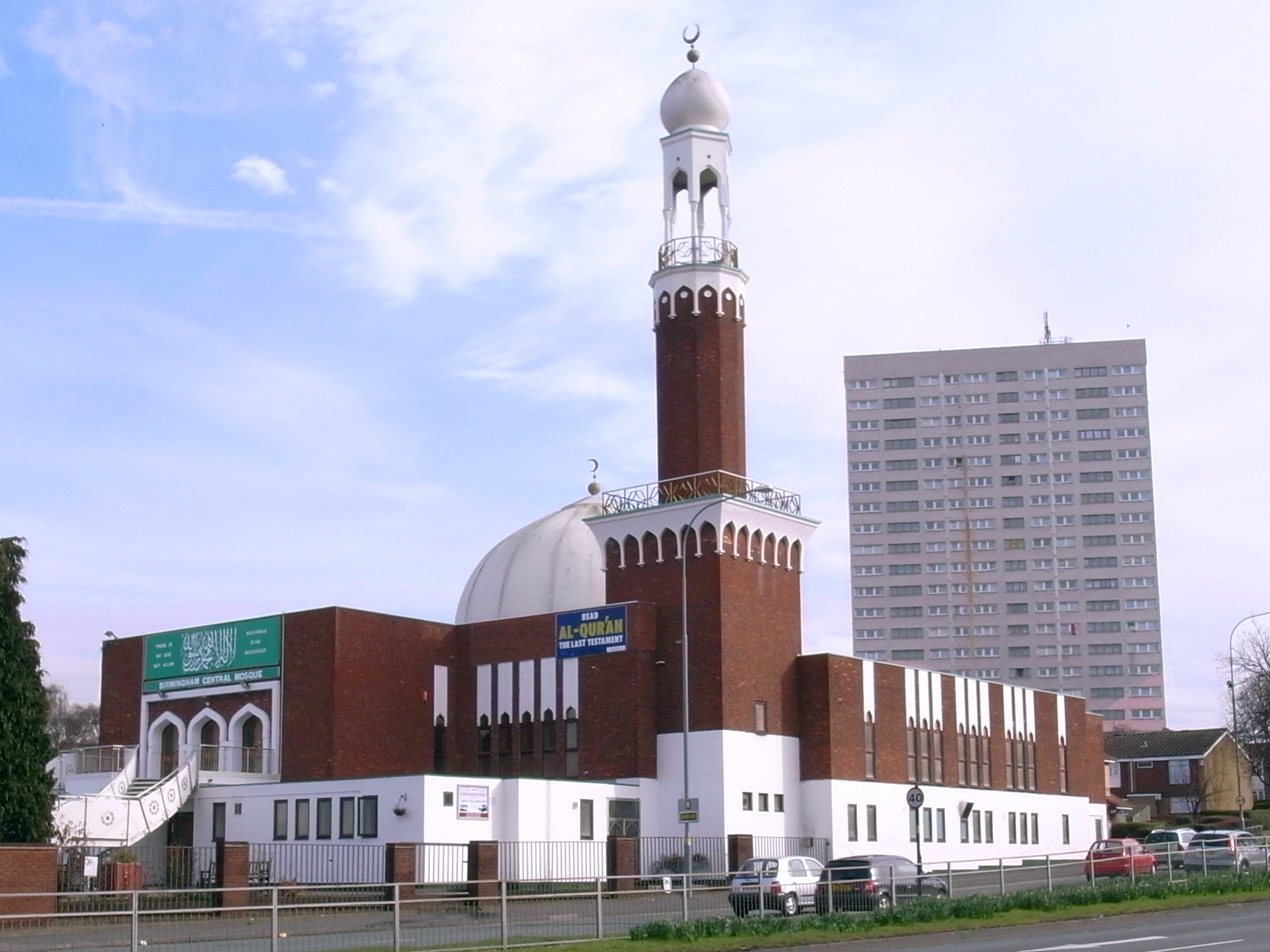
Birminghamer Zentral Moschee

1. Londoner Zentral Moschee and Islamic Cultural Centre, London.
2. Muslim World League
3. Markazi Jamiat Ahl-e-Hadith, UK
4. UK Islamic Mission
5. D'awatul Islam, UK
6. Jamia Mosque & Islamic Centre, Birmingham
7. Islamic Centre, Glasgow
8. Islamic Centre, Didsbury, Manchester
9. Jamia Masjid Hanafiya, Bradford
10. Muslim Welfare House, London
11. East London Mosque

## Statistik
- 1982–1995: 1500 eingereichte Verfahren
- 1996–2002: 3000 eingereichte Verfahren
- 2002–2003: 1500 eingereichte Verfahren
- 2005–2006: 1000 eingereichte Verfahren

## Kritik
Wie bei jeder Form religiös tradierter Rechtsprechung, muss sich auch das Scharia-Recht an den Normen demokratischer Rechtsstaaten messen lassen. Insbesondere im Hinblick auf die Gleichstellung von Frau und Mann gibt es dabei ernsthafte Bedenken. Die islamische Rechtsprechung billigt dem Mann deutliche Vorteile gegenüber der Frau zu, wenn es um Fragen der Erbschaft, Scheidung und des Sorgerechts geht (das Familienrecht i. w. S. hat den größten Anteil an vor britischen Scharia-Gerichten verhandelten Fällen). Frauen, die sich bspw. in Scheidungsfällen nicht an ein rechtsstaatliches Familiengericht wenden, riskieren daher eine deutlich schwächere Rechtsposition und für sie ungünstige Urteile. Dies ist insbesondere vor dem Hintergrund problematisch, da davon auszugehen ist, dass sozialer Druck und Repression im fundamentalistisch geprägten Umfeld zu einer Präferenz religiöser Gerichtsbarkeit in Familienangelegenheiten führen.